# Lakhdar Belloumi
Lakhdar Belloumi (em árabe لخضر بلومي), Mascara, 29 de dezembro 1958), é um ex-futebolista argelino. Consagrado como melhor Africano Bola de Ouro em 1981, é considerado o melhor jogador de todos os tempos na Argélia. Belloumi formou com os argelinos Salah Assad e Rabah Madjer, o trio de jogadores tecnicamente excelentes da equipa argelina nos anos 1980 que marcou o futebol argelino.

## Títulos

### Pessoal
- Marcador do campeonato na Argélia em 1978, com MC Oran
- melhor atacante do Copa das Nações Africanas 1980 na Nigéria
- Futebolista Africano do Ano em 1981
- Marcador do Campeonato Africano das Nações em 1988 em Marrocos
- Quarto Jogador Africano do século

### Clubes
- 2 Campeonatos Argelino em 1984, com GC Mascara, em 1987, e MC Oran
- 2 vezes vice-campeão da Argélia em 1987 e 1990 com o MC Oran
- finalista na Liga dos Campeões da África 1989, com MC Oran

### Seleção argelina
- Medalha de bronze nos Jogos do Mediterrâneo em Split em 1979
- Finalista do Copa das Nações Africanas em 1980 na Nigéria
- participação nos Jogos Olímpicos de Verão de 1980 em Moscou (quartas-de-final)
- Participação na Copa do Mundo de 1982 na Espanha e 1986 no México
- Terceiro Copa das Nações Africanas em 1984 na Cote d'Ivoire e 1988 no Marrocos

## Honrarias
- Um dos 3 jogadores a marcarem gol tanto na Copa do Mundo de Futebol quanto na Copa do Mundo de Futsal.[1]